# 塔里夫省
塔里夫省（阿拉伯語：ولاية الطار）是阿尔及利亚东北部的一个省，首府塔里夫。該省成立於1984年，有7個區，24個市鎮，面積達2,998平方公里。境內有加萊國家公園。
36°46′N 8°19′E / 36.77°N 8.32°E